# Srđan Praljak
Srđan Praljak – Šjor (Bugojno, 20. siječnja 1936. - Rijeka, 21. studenoga 2021.), hrvatski i bosanskohercegovački rukometaš i rukometni trener, jedan od najzaslužnijih za stvaranje i razvitak bosanskohercegovačkog rukometa.

## Životopis
Rođen je u Bugojnu. Otac mu je poginuo još na početku NOB-a, pa se 1941. zaputio s majkom u njena rodna Kaštela, gdje je završio četiri razreda osnovne škole. U Splitu je završio Klasičnu gimnaziju. 1953. je otišao u Sarajevo igrati za Mladu Bosnu. U isto vrijeme je apsolvirao na Pravnom fakultetu u Sarajevu. Zbog majčina podrijetla dobio je u Sarajevu nadimak Šjor. Nakon 7 godina bavi se trenerskim poslom i usporedno je igrač. Trenirao je Bosnu iz Visokog, a igrao je u Sarajevu u Mladoj Bosni. Povremeno treniranje visočke Bosne preraslo je 1963. u stalno. U Visokom je formirao obitelj sa svojom suprugom Jasnom s kojom je dobio troje djece, kćeri Nikolinu (Cannes) i Jelenu (Rijeka), te sina Nebojšu-Mišu (Slovenija).
Praljak je prvi pravi rukometni trener u Bosni iz Visokog. Došao je umjesto prvog pravog rukometnog trenera u Bosni Ivice Paukovića. Praljak je osnivač i stvaratelj visočke rukometne škole, u kojoj je stvarao od 1. rujna 1960. do 31. srpnja 1971. godine. Momčad je 1964./65. godine uveo u 1. jugoslavensku rukometnu ligu, osvojili su Kup SRBiH te došli do završnice Kupa Jugoslavije gdje su izgubili od zagrebačkog Medveščaka. 1968. je opet osvojio Kup SRBiH, a u Kupu Jugoslavije došao je do poluzavršnice. Igrači koje je stvarao Ranko Antović i Kemal Vražić zaigrali su 1970. prvi puta nastupaju za reprezentaciju SFRJ.
Nakon Visokog radio je kao trener u Zenici 1972. – 1974., u Sarajevu (Bosna), 1975. – 1986., u Tuzli (Sloboda) 1986. – 1991., te ponovo u Visokom 1991. – 1992. Bio je nezamjenivi trener mladih selekcija BiH s kojima je bio više puta prvak Jugoslavije. Trenirao je juniore jugoslavenske reprezentacije 1974. – 1977. i 1993. – 1997., radio u Škofjoj Loki u Sloveniji, 1998. – 2000. u Saudijskoj Arabiji, 2000. – 2004. u Kataru. Vodio je igrače na četirima svjetskim prvenstvima igrača do 21 godine: Švedska 1977., Katar 1999., Švicarska 2001., Brazil 2003., te na dva seniorska: Egipat 1999. i Portugal 2003. Također je bio trener na više azijskih prvenstava.
U Visokom je ostao do ratne 1992., nakon čega je preselio u Rijeku u Hrvatsku.

## Priznanja
- 2007. godine Općina Visoko dodijelila mu je Povelju počasnog građanina općine Visokog.[1]

## Vanjske poveznice
- Magazin Plus Praljak Srđan – Šjor: Počasni građanin grada Visoko i dobitnik sedmoaprilske nagrade
- Magazin Plus Sretan rođendan Srđanu Praljku – Šjoru
- Priča o Šjoru, Ahmed Burić, Radio Sarajevo
- YouTube RTV Visoko: Emisija “VI sportske legende”: Srđan Praljak - Šjor
- Visoko.co.ba  Arhivirana inačica izvorne stranice od 11. kolovoza 2018. (Wayback Machine) Rukometna legenda i Visočanin, Srđan Praljak Šjor